# Neohouzeaua coradata
Neohouzeaua coradata är en gräsart som beskrevs av Tai Hui Wen och Qi Hui Dai. Neohouzeaua coradata ingår i släktet Neohouzeaua och familjen gräs. Inga underarter finns listade i Catalogue of Life.